# Le postillon de Lonjumeau
Il postiglione di Longjumeau è un'opera in tre atti di Adolphe Adam su libretto di Adolphe de Leuven e Léon Lévy Brunswick.
La prima assoluta è stata all'Opéra-Comique di Parigi il 13 ottobre 1836.
Nel Regno Unito la première è stata il 13 marzo 1837 nel St James's Theatre di Londra.
Al Théâtre d'Orléans di New Orleans la prima è stata il 19 aprile 1838.
L'opera è una tra le più famose del compositore francese, apprezzata soprattutto per il suo virtuosismo e la sua originalità.

## Discografia
| Anno | Cast (Chapelou, Madeleine, Biju, de Corcy)                       | Direttore     | Etichetta |
| ---- | ---------------------------------------------------------------- | ------------- | --------- |
| 1985 | John Aler, June Anderson, Jean-Philippe Lafont, François Le Roux | Thomas Fulton | EMI       |